# Henryk Steinman

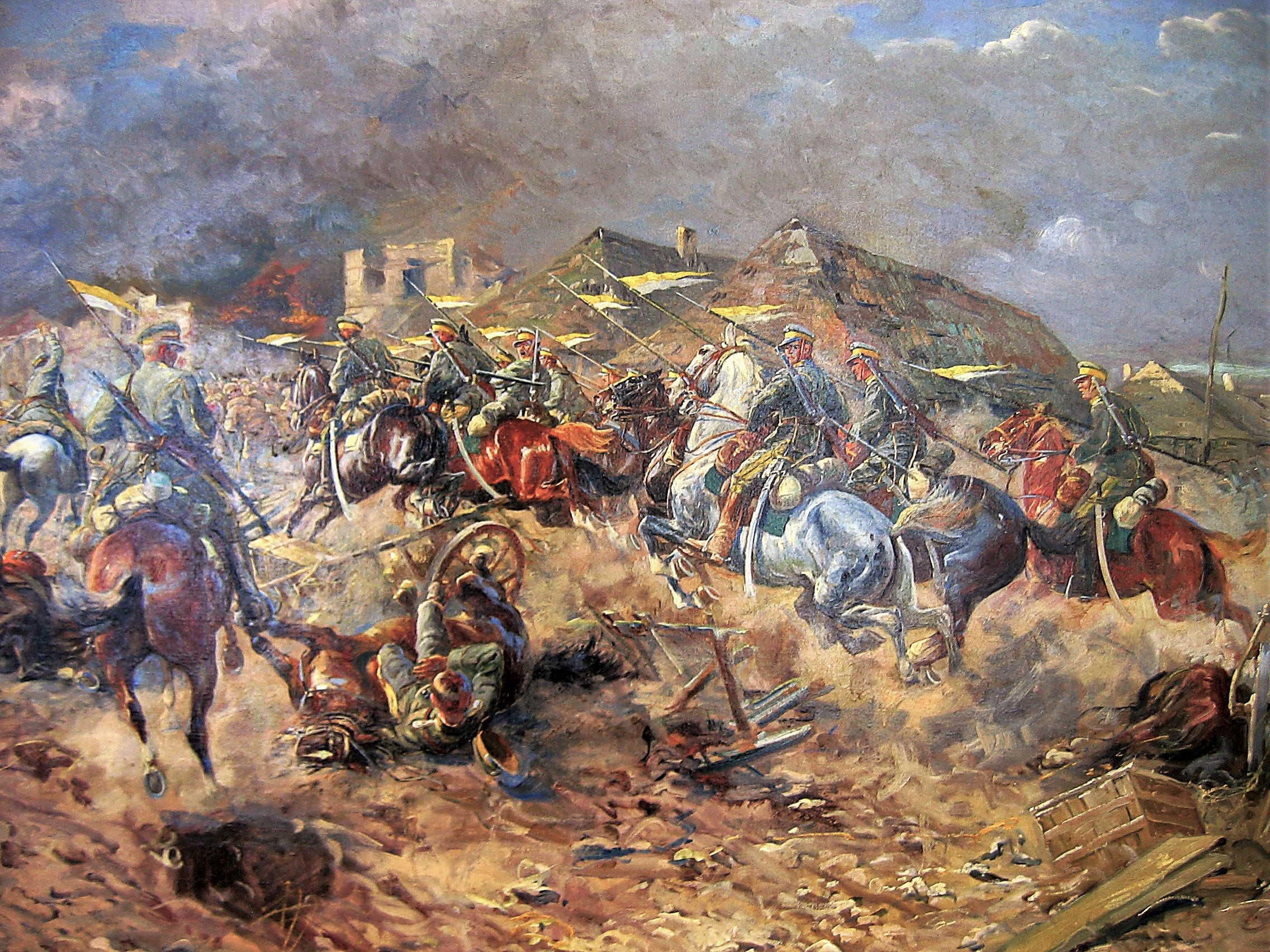
Leonard Winterowski: Atak Trzeciego Pułku Ułanów pod Słuckiem (10 sierpnia 1919)

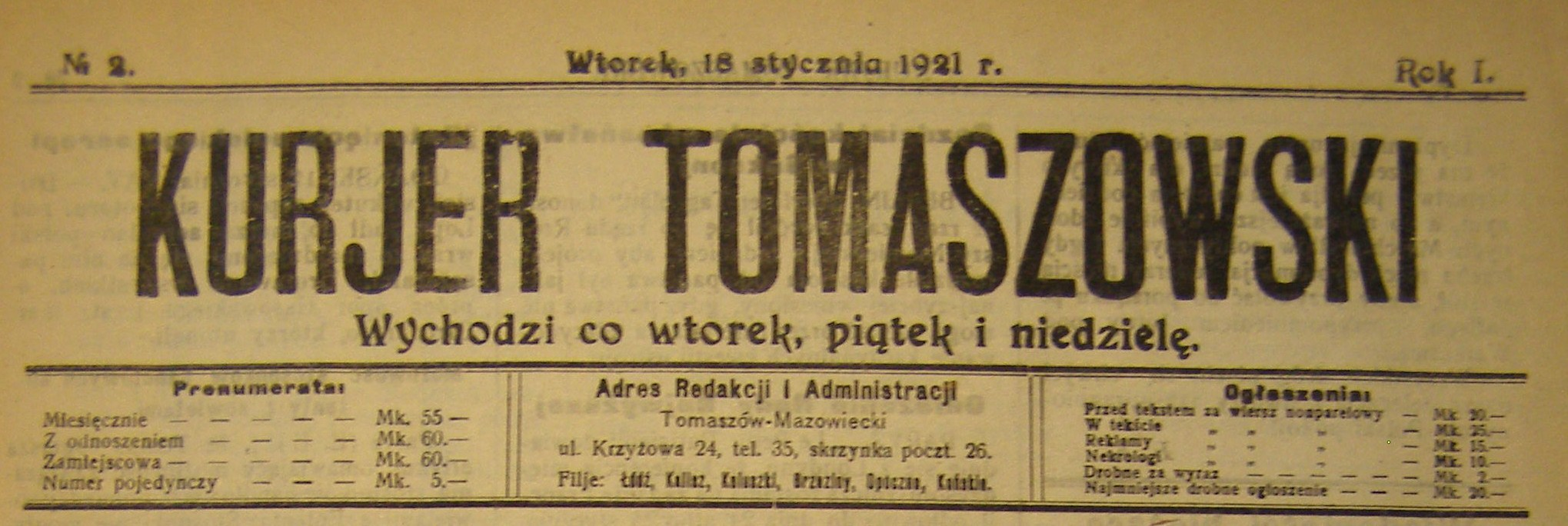
„Kurier Tomaszowski” (winieta) – czasopismo redagowane w 1921 r. przez Henryka Steinmana-Kamińskiego

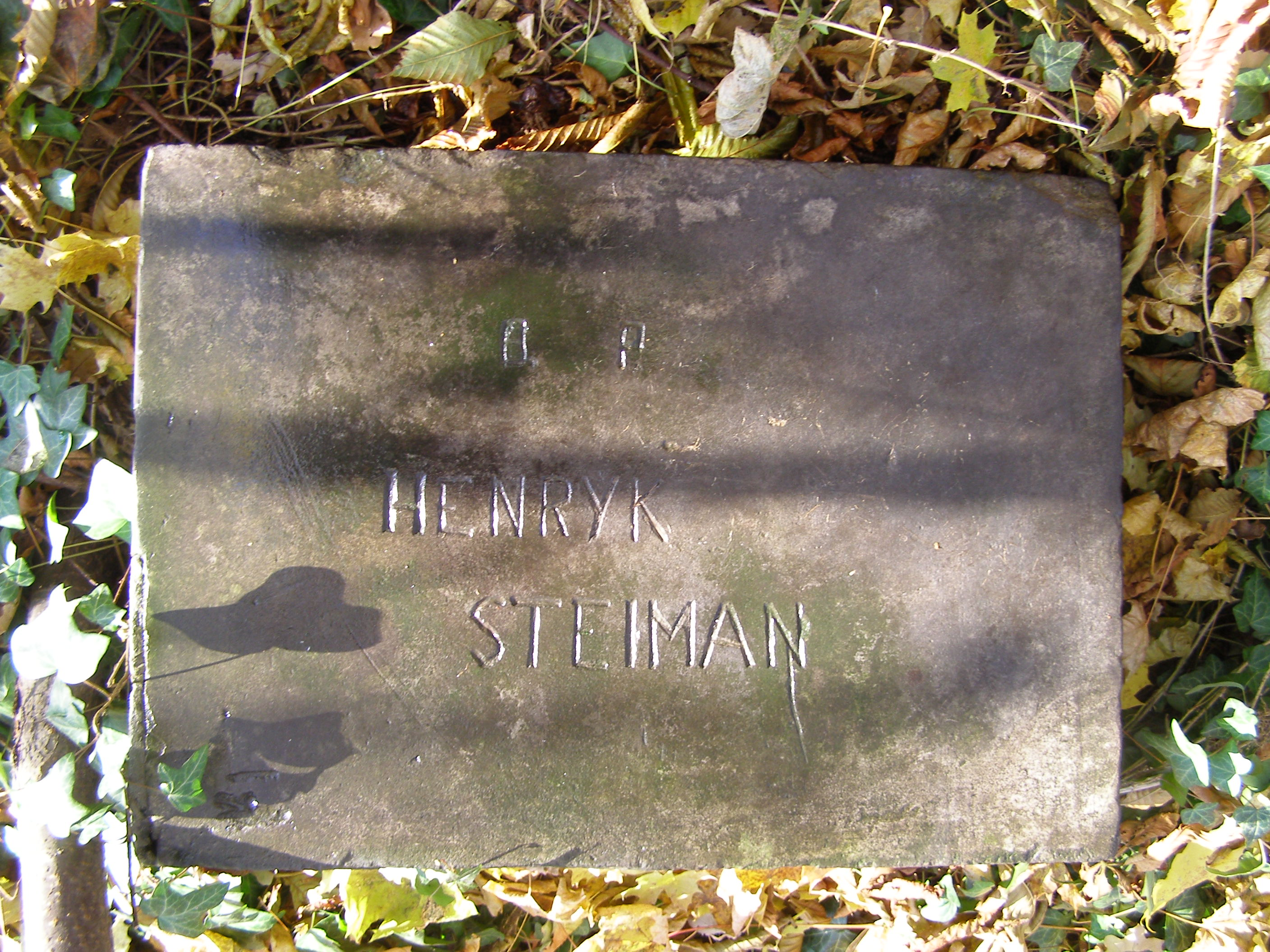
Nagrobek Henryka Steinmana-Kamińskiego na cmentarzu żydowskim w Tomaszowie Mazowieckim

Henryk Steinman (Steinman-Kamiński) (ur. 26 marca 1900 w Tomaszowie Rawskim (Mazowieckim), zm. 3 grudnia 1924 w Warszawie), pseud. „Henryk Kamiński”, „H. K.” – działacz niepodległościowy, instruktor Polskiej Organizacji Wojskowej, uczestnik wojnie polsko-bolszewickiej, dziennikarz, redaktor czasopisma „Kurier Tomaszowski”, poeta tomaszowski, posiadacz cennej biblioteki prywatnej. 

## Rodzina
Urodził się w spolonizowanej rodzinie żydowskich przemysłowców. Był synem Samuela Steinmana (1869–1933), fabrykanta sukna, działacza społecznego i municypalnego, promotora sportu i założyciela klubu sportowego, i Pelagii z domu Makow. Miał trzech braci: Alfreda (1894–1944), Mieczysława (1896–1944) i Maurycego (1898–1916), żołnierza Legionów Polskich poległego w bitwie pod Kostiuchnówką.  
29 listopada 1922 w Tomaszowie Mazowieckim poślubił rówieśnicę Henrykę z Landsbergów (1900–1990). Pozostawił syna Jerzego Bolesława Steinmana vel George'a Stena (1923–2011), prawnika zamieszkałego w Australii, autora wspomnień z okresu Holokaustu.

## Edukacja
Uczęszczał do szkół tomaszowskich i łódzkich. Edukację kontynuował w Gimnazjum Filologicznym Męskim Towarzystwa „Uczelnia” w Łodzi. Jesienią 1919 uzyskał urlop akademicki z wojska i został warunkowo immatrykulowany – jeszcze przed zdaniem matury – na Wydziale Prawa Uniwersytetu Warszawskiego. Maturę zdał niebawem w gimnazjum w Warszawie. W latach 1923–1924 kontynuował studia prawnicze w Uniwersytecie Warszawskim, których nie ukończył z powodu przedwczesnej śmierci. Posiadał cenną bibliotekę prywatną, zaopatrzoną w ekslibrisy. 

## Działalność patriotyczna
- W czasie I wojny światowej działał w organizacjach niepodległościowych.
- W 1915 odbył „kampanię rekrucką w I Brygadzie”, następnie był instruktorem POW.
- W listopadzie 1918 brał udział w rozbrajaniu Niemców w Warszawie.
- Wstąpił na ochotnika do nowo formowanego 3. Pułku Ułanów (im. „Dzieci Warszawy”) i w styczniu 1919 ruszył na front do Galicji jako ułan Szwadronu Zapasowego 3 Pułku Ułanów. Uczestniczył w walkach z siłami ukraińskimi pod Bełzem. W kwietniu 1919 powrócił do Warszawy. W IV–VI 1919 walczył z sowietami o Mińsk, m.in. w potyczce koło Łohiszyna. Jesienią 1919 otrzymał urlop akademicki.
- Wiosną 1920 powrócił z urlopu akademickiego do pułku i w stopniu podchorążego wziął czynny udział w wojnie polsko-sowieckiej. Walczył pod Unorzycą, dotarł do Kijowa i rzeki Dniestru. Stamtąd wraz z 3. Pułkiem Ułanów wycofał się za rzekę Bug, osłaniając odwrót piechoty. Walczył następnie w bitwie pod Cycowem (15–16 VIII 1920 r.). Przeżył Bitwę Warszawską. Potem brał udział w kampanii litewskiej.
- Po powrocie z kampanii bolszewickiej ukończył Kurs Karabinów Maszynowych w Centralnej Szkole Kawalerii w Grudziądzu.

## Publikacje

### Tomiki poetyckie
- (pod pseudonimem „Henryk Kamiński”) Z doli i niedoli pułku 3 ułanów «Dzieci Warszawy». Z portretem autora, Łódź 1920, s. 107 (tomik poezji patriotycznej zawierający 100 wierszy dedykowanych „Jusi” / „Heniusi”, czyli Henryce Landsberg (1900–1990), swej przyszłej żonie), faksymile wszystkich wierszy z tomiku wydano w „Zeszytach Tarnogórskich” nr 6 (1988) i 9 (1991);
- (jako „Henryk Kamiński”) Auto da fé, Tomaszów Maz. 1921 (tomik poetycki opublikowany jako dodatek do „Kuriera Tomaszowskiego”);
- Kokainerzy, Tomaszów Maz. b.r.w.;
- Kokaina, Kalisz 1922.

W zapowiedziach wydawniczych pozostały: powieść kokainowa 66 i zbiór poezji pt. Jesień.  

### Drobne utwory (wiersze, eseje i felietony)
- wiersz patriotyczny Bitwa (w kaliskim „Kalendarzu na rok 1921”);
- esej Rok 1921 („Kurier Tomaszowski” 1921, nr 1, s. 1 (podpisano H. K.);
- felieton Zygzaki („Kurier Tomaszowski” 1921, nr 6, s. 2; omawiający dolę redaktora prowincjonalnej gazety);
- wiersz Hymn („Kurier Tomaszowski” 1921, nr 1, s. 4);
- wiersz refleksyjny I tak dalej („Kurier Tomaszowski” 1921, nr 9, s. 4).

## Działalność dziennikarska i redakcyjna
Pod koniec 1920 wystąpił z inicjatywą wydawania gazety o charakterze lokalnym. W pierwszych miesiącach 1921 zrealizował zamierzenie. Wraz z kolegą gimnazjalnym Zygmuntem Hirszhornem (1899–1921) i inż. Henrykiem Rozenfarbem-Różyckim (1883–1942) wydawał „Kurier Tomaszowski”, pierwszą polskojęzyczną gazetę w mieście, ukazującą się 3 razy w tygodniu (niedziela, wtorek, piątek). Oficjalnym wydawcą tego czasopisma był Władysław Landsberg (1888–1941), przyszły szwagier Henryka Steinmana, ale redakcja i administracja mieściła się w domu Steinmanów. Ukazało się tylko 10 numerów (nr 1 z 16 stycznia 1921 r., nr 10 z 6 lutego 1921 r.). Z niejasnych powodów wydawanie gazety zostało zaniechane. Na łamach „Kuriera Tomaszowskiego” publikował Henryk Steinman artykuły, felietony, wiersze. 

## Zgon i miejsce pochówku
W grudniu 1924 uczestniczył w ćwiczeniach wojskowych 3. Pułku Ułanów. Podczas pokonywania toru przeszkód spadł z konia. Upadek zakończył się tragicznie. Został pochowany na cmentarzu żydowskim w Tomaszowie Mazowieckim (nagrobek nr 32.159). Tuż obok pochowano Samuela Steinmana, ojca Henryka Steinmana-Kamińskiego (nagrobek nr 32.158).  